# Vigo
Vigo là một đô thị lớn trong tỉnh Pontevedra, Galicia, Tây Ban Nha.
Theo điều tra dân số năm 2007, dân số thành phố này là 294.772 người, còn dân số vùng đô thị là 420.672 người, là vùng đô thị lớn thứ 14 ở Tây Ban Nha. Thành phố này có ngành ngư nghiệp, đóng tàu, thực phẩm và có câu lạc bộ bóng đá Celta de Vigo.

## Địa lý Vigo

### Thời tiết
| Tháng         | T1  | T2  | T3  | T4  | T5  | T6   | T7   | T8   | T9   | T10  | T11  | T12 |
| ------------- | --- | --- | --- | --- | --- | ---- | ---- | ---- | ---- | ---- | ---- | --- |
| Nhiệt độ °C   | 10  | 11  | 13  | 14  | 15  | 17.3 | 19.4 | 19.4 | 18.0 | 14.6 | 11.3 | 9.2 |
| Lượng mưa mm. | 255 | 219 | 145 | 148 | 141 | 73   | 43   | 40   | 113  | 215  | 228  | 298 |

### Dân số
| 1991 | 1996    | 2001    | 2004    | 2005    |
| ---- | ------- | ------- | ------- | ------- |
| 2007 | 276.109 | 286.774 | 280.186 | 292.059 |

### Khu vực thành thị Vigo
Có các khu vực bên trong thành phố Vigo:
- Babío (1.214 p.)
- Saa (1.296 p.)
- Penís (1.079 p.)
- Fonte Escura (1.242 p.)
- Pereiró (4.284 p.)
- Ponte (1.564 p.)
- Freixeiro (2.456 p.)
- Mantelas (1.595 p.)
- Salgueira (1.268 p.)
- Bagunda (2.762 p.)
- Bouciña (1.823 p.)
- Barreiro (1.383 p.)
- Ceboleira (2.989 p.)
- Pardavila (4.128 p.)
- Garrida (1.245 p.)

- Dân số: 294.772 (2007)

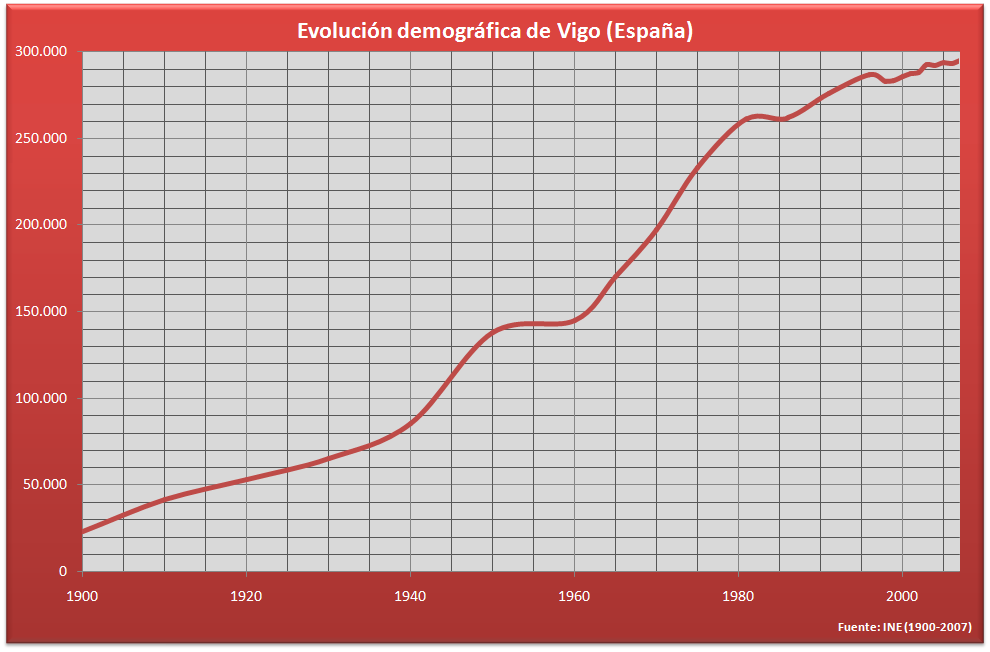
Vigo population progression

- Độ tuổi trung bình: 41,1 tuổi (2005)

### Giáo khu của Vigo

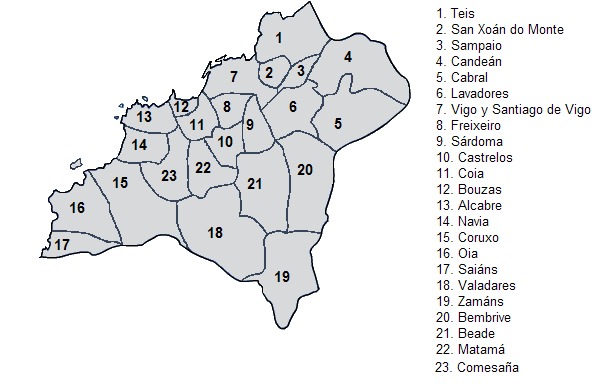
Các giáo khu của Vigo

| Giáo khu                 | Dân số  |
| Alcabre                  | 3.183   |
| Beade                    | 5.430   |
| Bembrive                 | 4.290   |
| Bouzas                   | 5.000   |
| Cabral                   | 6.772   |
| Candeán                  | 4.699   |
| Castrelos                | 7.849   |
| Coia                     | 30.000  |
| Comesaña                 | 3.031   |
| Coruxo                   | 5.344   |
| Freixeiro                | 5.928   |
| Lavadores                | 16.667  |
| Matamá                   | 4.247   |
| Navia                    | 2.190   |
| Oia                      | 3.910   |
| Saiáns                   | 1.067   |
| San Paio                 | 3.700   |
| San Xoán do Monte        | 500     |
| Sárdoma                  | 1.992   |
| Teis                     | 2.330   |
| Valadares                | 5.468   |
| Zamáns                   | 780     |
| Vigo và Santiago de Vigo | 207.892 |

## Hình ảnh

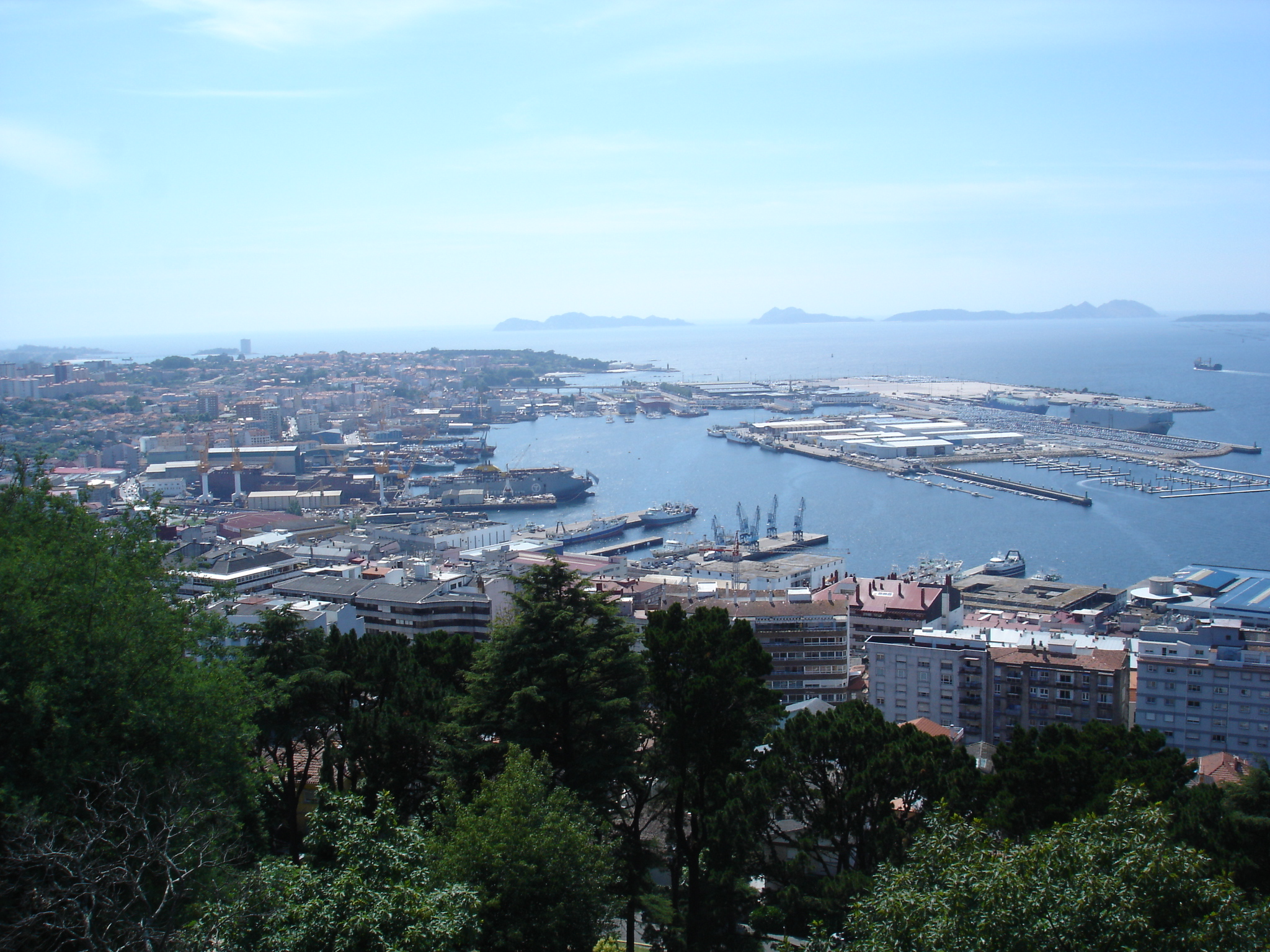
Ría de Vigo (Cảnh bến cảng).
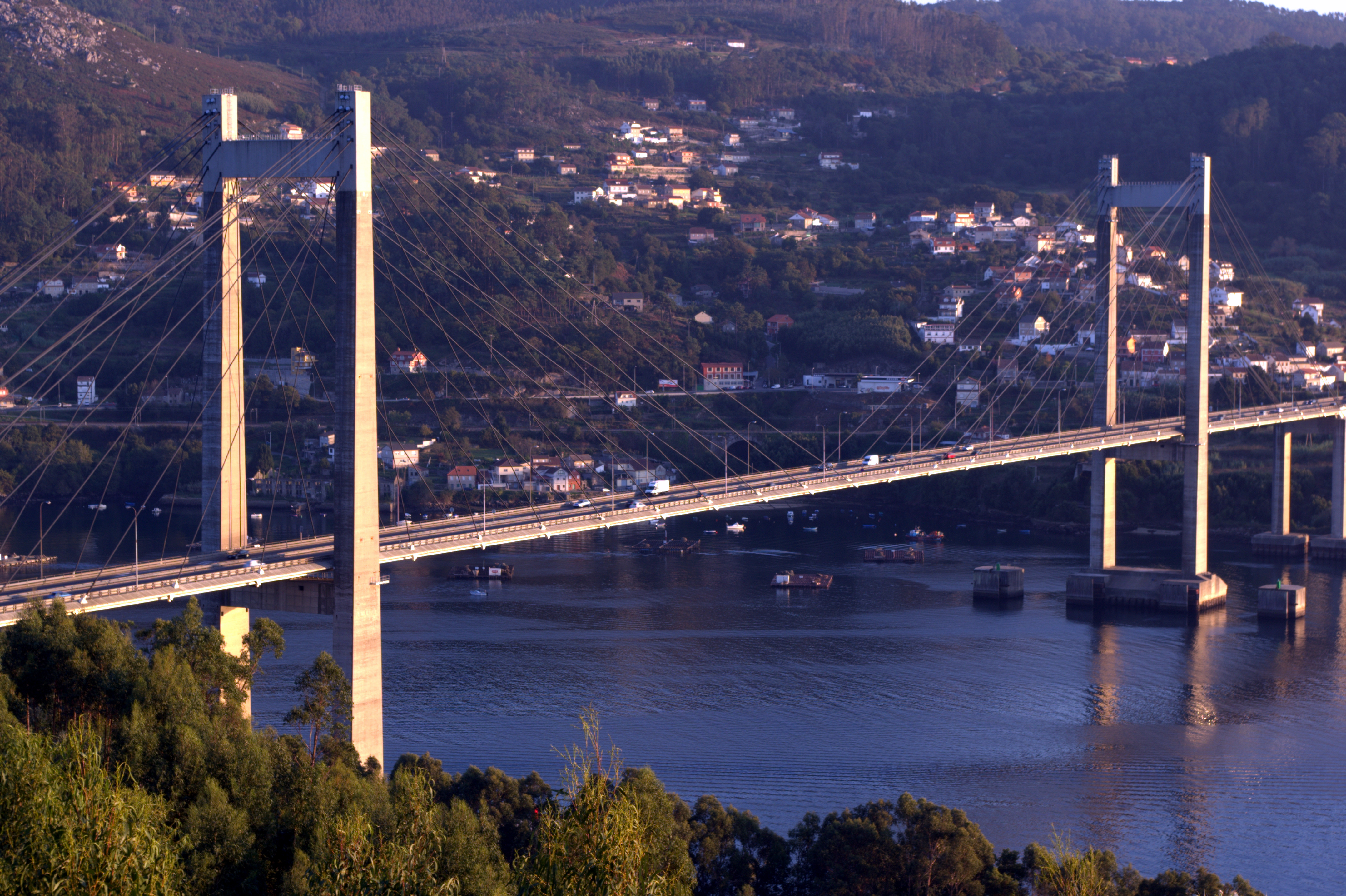
Ponte de Rande.